# Foronda
Foronda es un concejo del municipio de Vitoria, en la provincia de Álava, País Vasco (España).

## Localización
Se accede siguiendo la carretera N-624 y luego la N-622. 10 km separan el pueblo del centro de Vitoria. 

## Geografía
Forma parte de la Zona Rural Noroeste de Vitoria y se encuentra a una altura de 517 metros, bañado por el río Zalla y, aunque da nombre al aeropuerto de Vitoria (aeropuerto de Foronda), la localidad más cercana a éste no es Foronda, sino Antezana de Foronda. 

### Localidades limítrofes
|                          | Norte: Apodaca           |                  |
| Oeste: Artaza de Foronda |                          | Este: Mendiguren |
|                          | Sur: Antezana de Foronda |                  |

## Historia
Antiguamente fue la cabeza de la Hermandad de Badayoz, que agrupaba junto a Foronda a las localidades de Antezana de Foronda, Artaza de Foronda, Aránguiz, Asteguieta, Guereña, Legarda, Lopidana, Mandojana, Mendiguren, Otaza, Ullivarri-Viña y Yurre. En Foronda se situaba la cárcel de las seis Hermandades de Álava. La Hermandad de Badayoz fue posteriormente reconvertida en el municipio de Foronda. Los pueblos que formaban dicha Hermandad, a excepción de Legarda, pertenecieron al señorío del duque del Infantado. En la primera guerra carlista se instaló en Foronda parte de la British Legion, en concreto un escuadrón de lanceros, los regimientos 9.º y 10.º de irlandeses.
Esta aldea fue paso del Camino Real y de diversos caminos transitados por mercaderes, arrieros y peregrinos en la Baja Edad Media. 

### Municipio de Foronda
Es un antiguo municipio rural de la provincia de Álava, País Vasco, España, que en 1974 fue anexionado por el municipio de Vitoria. Se encontraba al noroeste de la ciudad de Vitoria. Estaba formado por 13 pueblos Antezana de Foronda, Aránguiz, Artaza de Foronda, Asteguieta, Foronda, Guereña, Legarda, Lopidana, Mandojana, Mendiguren, Otaza, Ullíbarri-Viña y Yurre. Tenía una extensión de 36,3 km² y una población de 708 habitantes en el momento de su anexión. Los pueblos que formaban antiguamente el municipio de Foronda sumaban en 2014 una población de 779 habitantes.

## Demografía
| Gráfica de evolución demográfica de Foronda entre 1842 y 1970 |
| |
| Población de derecho según los censos de población del INE Población de hecho según los censos de población del INEEntre el censo de 1981 y el anterior, este municipio desaparece porque se integra en el municipio 01059 (Vitoria) |

| Gráfica de evolución demográfica de Foronda entre 2000 y 2018                                            |
| |
| Población (2000-2017) según los censos de población del INE. Población según el padrón municipal de 2018 |

## Cultura

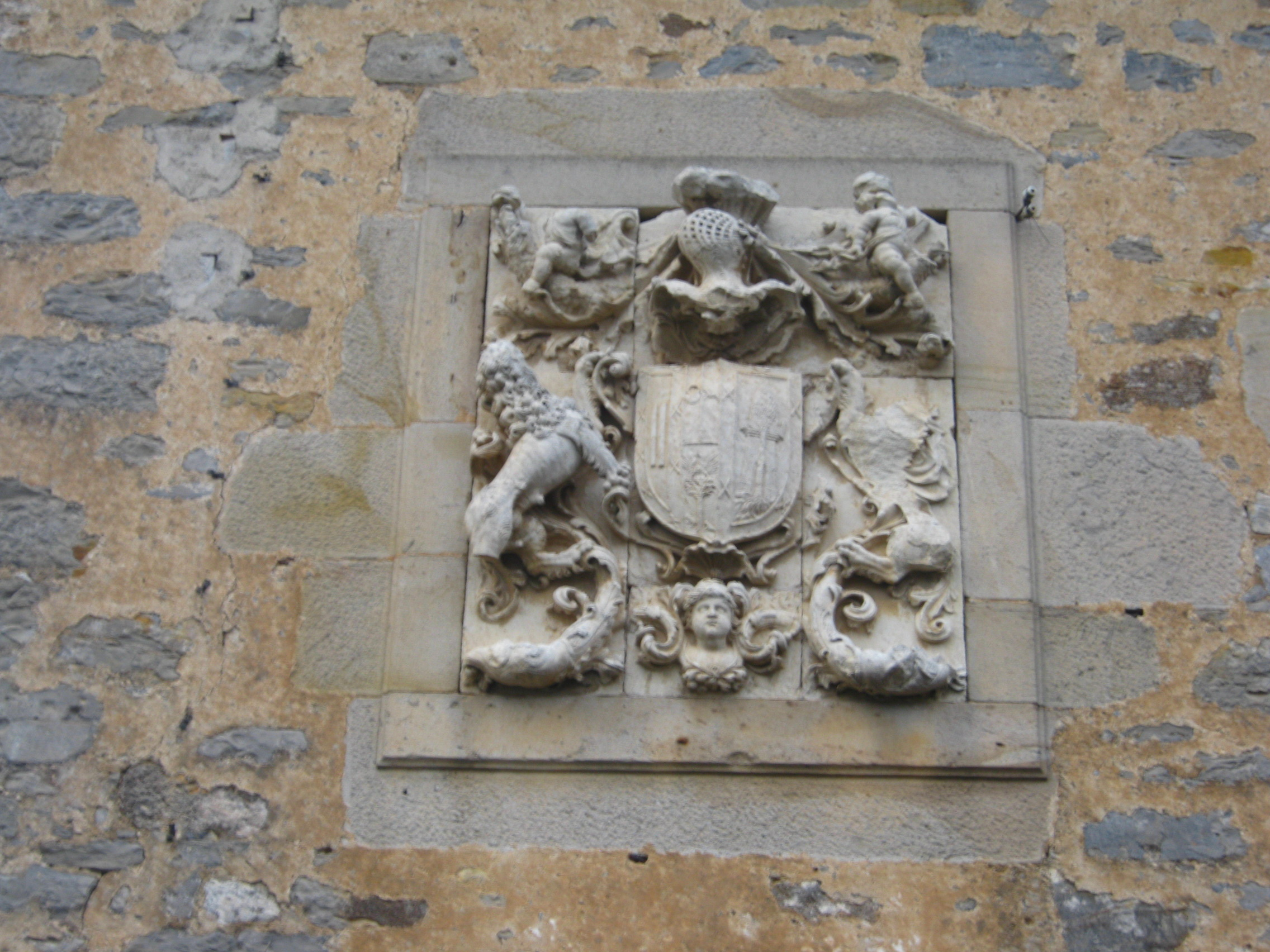
Escudo heráldico en Foronda

### Patrimonio material
- Iglesia parroquial de San Martín. Erigida entre los siglos XVI y XVII, posee un retablo mayor neoclásico, destacando también los retablos laterales dedicados a San José y Nuestra Señora del Rosario. El pórtico, la portada y la sacristía fueron costeados, por D. Martín de Asteguieta, vecino de Puerto de Acapulco.[12]
- Ermita de San Cristóbal. Contigua al puente y convertida en la capilla del cementerio. Cada año los residentes acuden a este lugar para bendecir sus vehículos. Allí celebran un almuerzo popular con queso y vino.[12]
- Torre del Duque del Infantado. Fue sede de las seis Hermandades de Álava que componían el Señorío del duque del Infantado, con casa de Juntas, cárcel y audiencia. Actualmente muy reformada, fue del señorío de los Muñoz, Fortuñones y Ramírez de Foronda.[13]

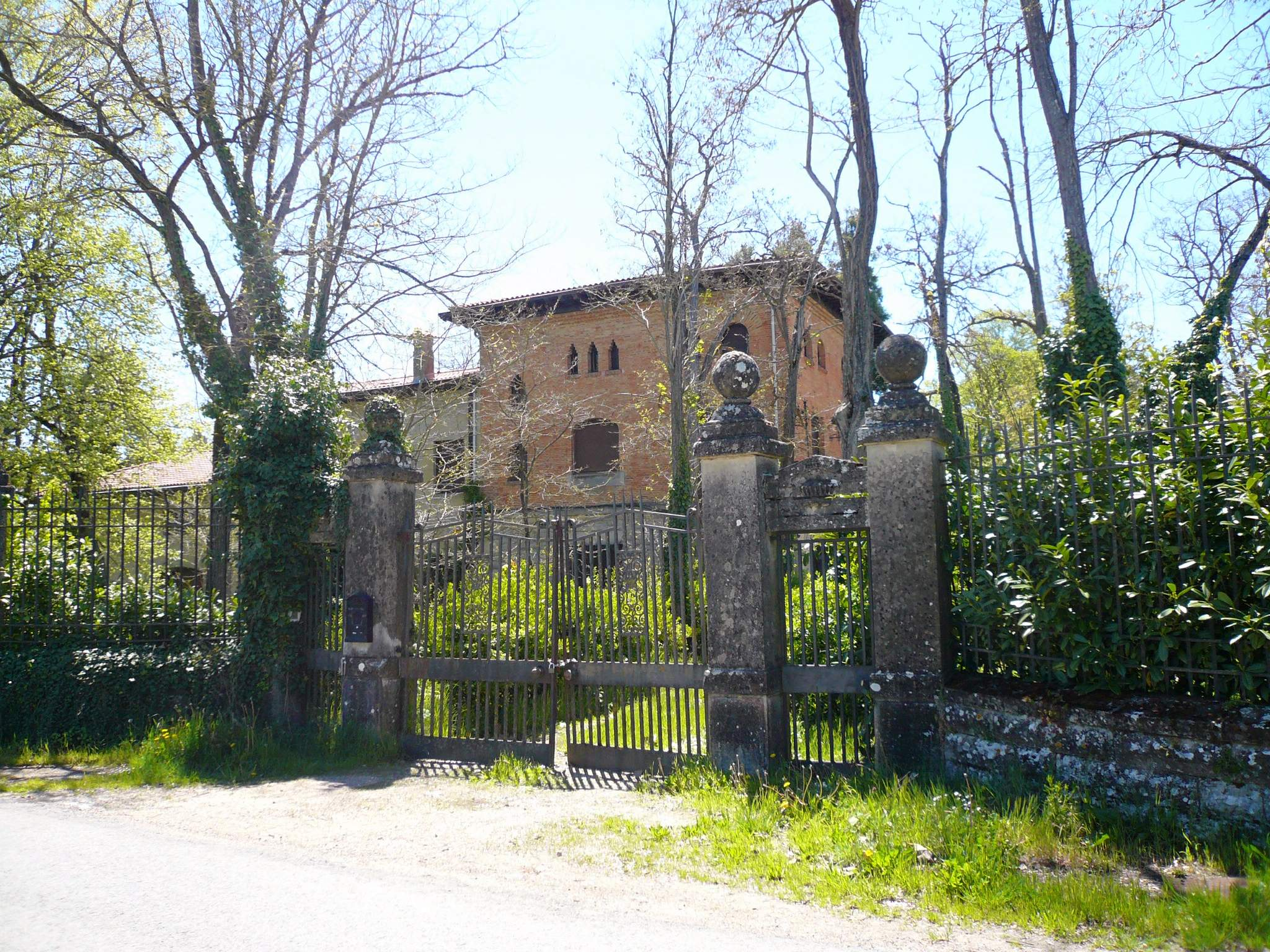
Palacio del marqués de Foronda (Álava)

- Palacio del marqués de Foronda (Álava)Palacio del Marqués de Foronda. Con 2220 m² construidos y una parcela de 2,78 hectáreas.
- Puente del Zalla. Fue construido en 1805 en piedra de sillería.
- Casas señoriales con escudo de los siglos XVII y XVIII. Es el caso de los Sosoaga, Lauzurica, Lazarraga, Asteguieta, Díaz de Mendívil, Jáuregui, Velasco y Foronda.[12]

- El aeropuerto de Foronda fue inaugurado el 16 de febrero de 1980. El primer avión que aterrizó fue un Mystére de las Fuerzas Armadas Españolas procedentes de Madrid. El primer avión que despegó fue un vuelo chárter llamado "Renacuajo" con destino a Palma de Mallorca.[12]

### Patrimonio inmaterial
Los vecinos del concejo eran conocidos con el apodo de "Descornaus" o "Los Bastón" y sus fiestas patronales son el 11 de noviembre (San Martín) y el 10 de julio (San Cristóbal).